# Chydarteres striatellus
Chydarteres striatellus là một loài bọ cánh cứng trong họ Cerambycidae.